# Eva Faschaunerin
Eva Kary, geborene Faschauner (* 21. Dezember 1737 in Malta, Kärnten; † 9. November 1773 in Gmünd, Kärnten), bekannt als Eva Faschaunerin, war eine österreichische Bäuerin und verurteilte Mörderin.
Eva Karys Ehemann Jakob starb kurz nach der Hochzeit der beiden. Daraufhin wurde sie beschuldigt, ihn mit Arsenik im Essen vergiftet zu haben. Sie wurde in einem dreijährigen Inquisitionsprozess mit Indizien belastet. Nach der Schreckung gestand sie den Mord, später machte sie unter der Folter weitere Angaben zu ihrer Vorgehensweise. Sie wurde zum Tode durch Enthauptung verurteilt und an der Gmündner Richtstätte Galgenbichl hingerichtet. Es war die letzte Hinrichtung in Gmünd. Ihre Geschichte inspirierte später einige Menschen, sich künstlerisch oder literarisch damit auseinanderzusetzen. So entstanden ein Roman, Theaterstücke, Musikstücke und ein Film über das Thema.

## Leben

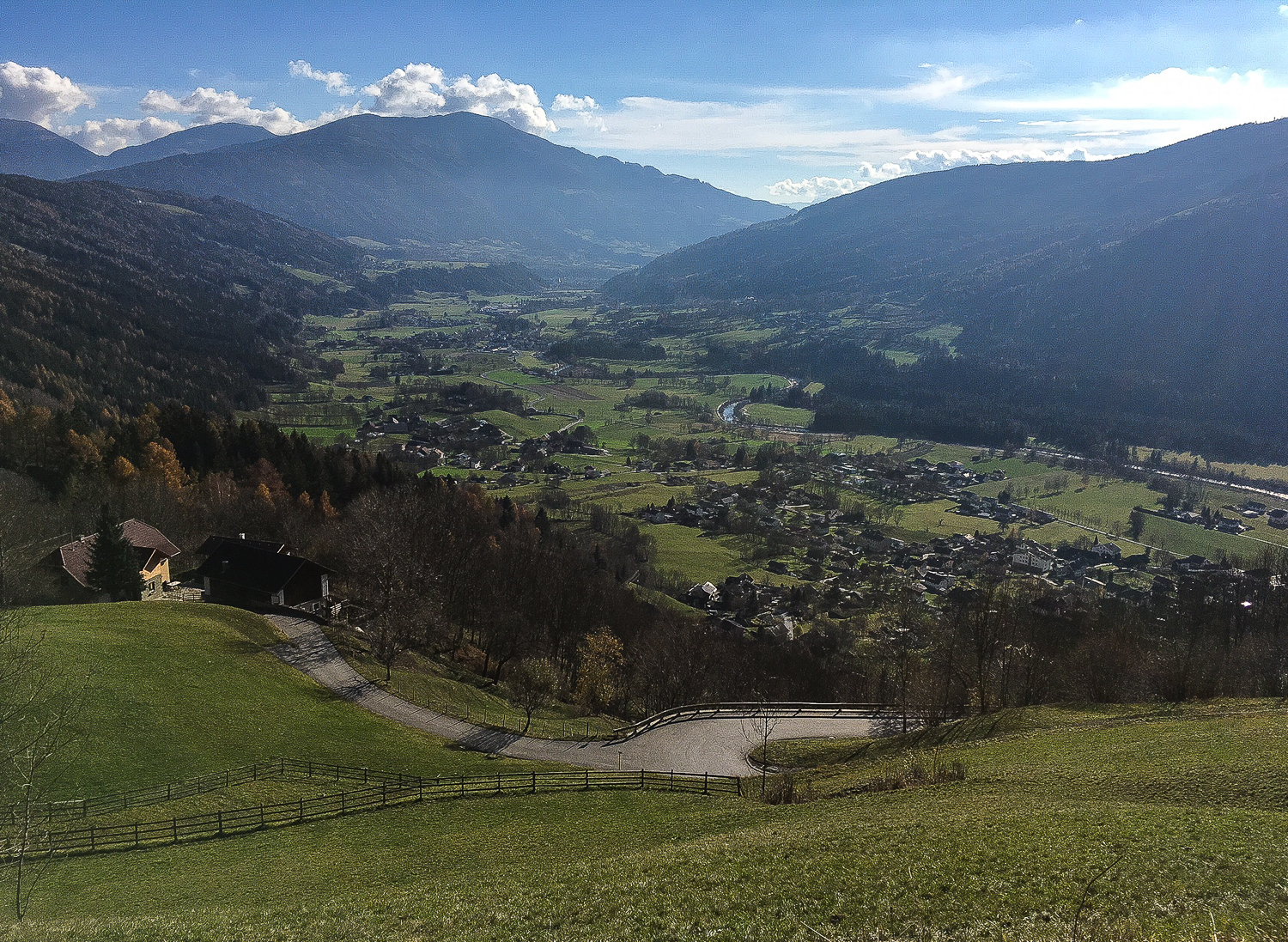
Blick vom Maltaberg nach Südosten in Richtung Gmünd

Eva Faschauner wurde 1737 als jüngste Tochter des Bergbauernehepaares Christian Faschauner und Maria Huber am höchstgelegenen Hof am Maltaberg, genannt Faschauner- oder Schauner-Hube, geboren. Eva Faschauner hatte eine ältere Schwester, Maria. Diese ehelichte später Johann Mitterberger vom südöstlich gelegenen Krainberg. Zwei Brüder starben im Kleinkindalter. Maria Huber starb 1749 und Christian Faschauner heiratete im selben Jahr in zweiter Ehe Katharina Gigler. Aus dieser zweiten Ehe entstammten zwei Halbschwestern Eva Faschauners. Am 7. Februar 1770 ehelichte sie den am 6. Juli 1741 geborenen Jakob Kary, genannt Hörlbauer, aus Untermalta. Dieser starb am 11. März 1770 unter seltsamen Umständen. Eva Kary wurde am 2. April 1770 in Haft genommen und am 16. Februar 1773 wegen Giftmordes zum Tod durch Enthauptung verurteilt. Sie stellte erfolglos ein Gnadengesuch. Eva Kary wurde am 9. November 1773 am Galgenbichl bei Gmünd hingerichtet.

## Kriminalfall
Am Faschauner-Hof gab es keinen männlichen Nachfolger. Daher stellte Christian Faschauner seiner Tochter in Aussicht, dass sie den Hof mit einem Ehemann übernehmen könnte. Eva Faschauner hatte schon mehrere Brautwerbungen ausgeschlagen und wollte ledig bleiben. Zu Beginn des Jahres 1770 kamen wieder zwei Brautwerber des Jakob Kary auf den Faschauner-Hof. Diesmal wurde die Werbung nicht abgewiesen und bereits am darauffolgenden Tag trafen Eva Faschauner und ihr Vater bei Jakob Kary ein, um sich den Hof anzusehen. Der Hof galt als stark verschuldet. Daher war der Bauer auf eine vermögende Braut angewiesen. Als Eva Faschauner die Zustände bei Jakob Kary kennenlernte, soll sie schockiert gewesen sein. Trotzdem bestand sie auf der Heirat und bat ihren Vater, die Schulden ihres zukünftigen Ehemanns und die Kosten für die Hochzeit zu übernehmen.

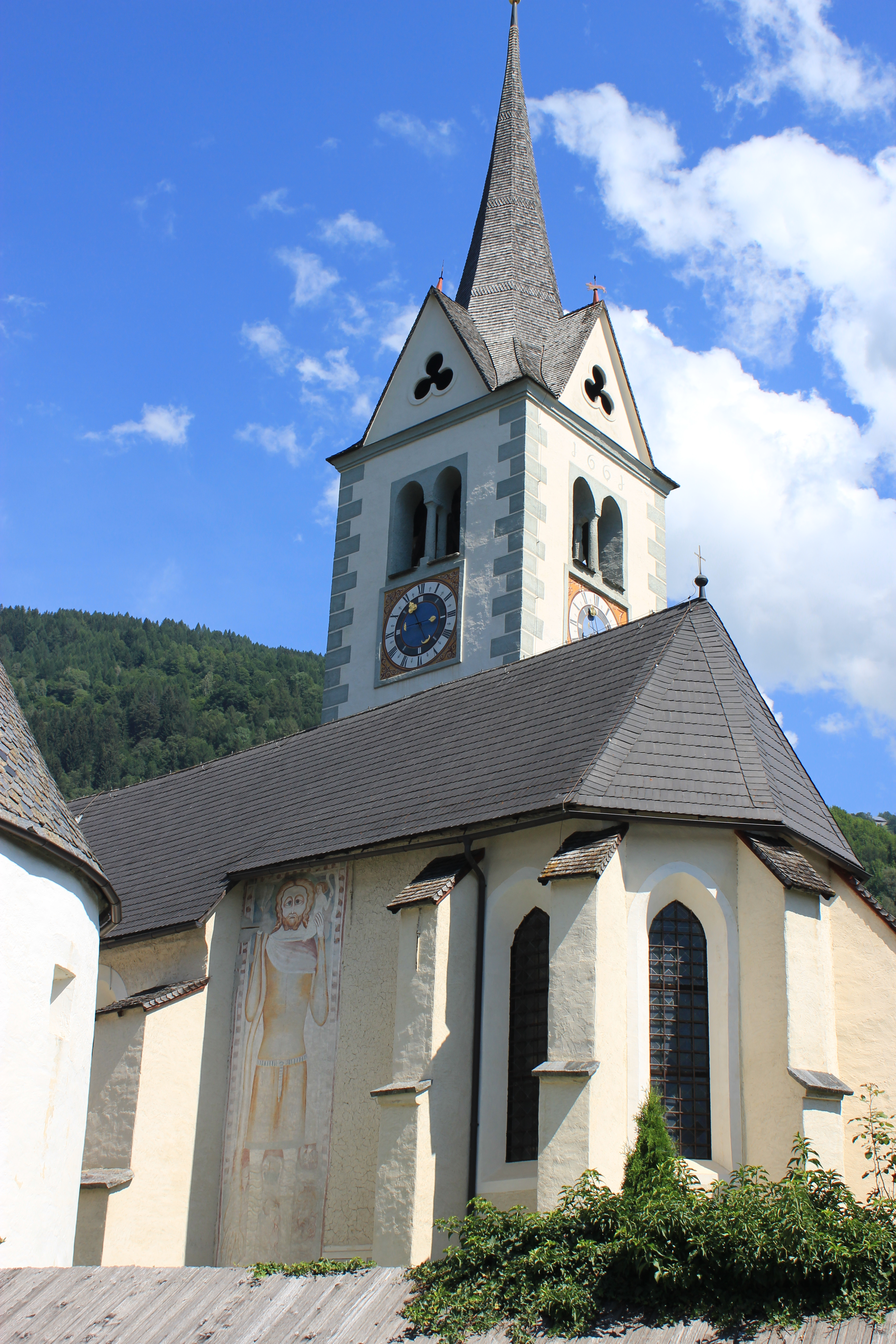
Pfarrkirche Maria Hilf Assumptio in Malta

Christian Faschauner willigte in die Heirat ein. Bei den Hochzeitsvorbereitungen wurde er allerdings von Jakob Kary schwer in seinem Bauernstolz gekränkt. Dieser erschien selbst mit seinem Fuhrwerk auf dem Faschauner-Hof, um die Truhe mit Habseligkeiten seiner Braut, den sogenannten Brautkasten, an seinen Hof zu bringen. Nach den Traditionen hätte Jakob Kary seine Nachbarn darum bitten müssen. Christian Faschauner war für die Brautleute nicht mehr zu sprechen und war nur schwer zu versöhnen. Die Trauung erfolgte in der Pfarrkirche Malta durch den Ortspfarrer Andreas Prugger. Die Schilderungen über den Gemütszustand von Eva Kary nach der Hochzeit sind abweichend. Einerseits soll sie sehr ernst gewesen sein und öfters ihren Vater besucht haben. Andererseits soll sie manchmal niedergeschlagen in einer Zimmerecke geweint haben, oder in Gedanken dagesessen und mit der Arbeit nicht vorwärts gekommen sein. Am 9. März 1770, einem Freitag, gab es zu Mittag als traditionelle Fastenspeise gefüllte Nudeln. Die Reste des Mittagessens wurden von Eva Kary als Nachmittagsjause für ihren Ehemann zubereitet. Er aß nicht alles auf und Eva Kary bot den Rest der Stiefmutter ihres Mannes an. Sie selbst aß nichts davon. Später litten ihr Ehemann und seine Stiefmutter an Unwohlsein und Erbrechen. Besonders der Zustand von Jakob Kary verschlechterte sich. Er verstarb am darauffolgenden Sonntag, während sich die Stiefmutter wieder erholte. Der Pfarrer vermerkte im Sterbebuch:

“Obiit Sacramentaliter confessus non tamen Ss. Viatico propter continuum vomitum, nec S. Unctiore munitus propter non agnitum mortius periculum Jacobus Kayre rusticus an der Hörlhube in Unterdorf aetatis suae 35 annorum.”

„Es starb mit dem Sakrament der Beichte, gleichwohl ohne hochheilige Sterbekommunion wegen ununterbrochenem Erbrechen und [es wurde] auch keine heilige letzte Ölung durchgeführt wegen Nichterkennung der Todesgefahr, Jakob Kayre Bauer an der Hörlhube in Unterdorf im Alter von 35 Jahren.“

Jakob Kary wurde am Ortsfriedhof begraben. In der Bevölkerung kamen aufgrund der Beobachtungen am Kranken und am Leichnam Gerüchte auf, er wäre keines natürlichen Todes gestorben. Die Lippen und das Gesicht des Toten hatten eine bläuliche Färbung angenommen, was als Vergiftung gedeutet wurde. Die Leute sagten der Witwe nach, dass der Tod ihres Mannes sie nicht berührt hätte. Die Graf Lodronsche Herrschaft in Gmünd lud Eva Kary vor und befragte sie zu den Todesumständen ihres Mannes. Man erklärte ihr, dass die öffentliche Meinung von einem Vergiftungstod ausging und erwähnte auch, dass der Besitz von „Hittrach“ (Arsenik) streng verboten sei und schwer bestraft werde. Eva Kary verteidigte sich mit der Aussage, dass in ihrem Haus kein Arsenik vorhanden sei und dass sie es nicht kenne. Der Landgerichtsdiener von Gmünd, eine Art damaliger Polizist, machte am 31. März 1770 schließlich eine schriftliche Anzeige an das Landgericht. Daraufhin wurde der Landgerichtsdiener mit zwei Knechten am 1. April 1770 zum Hörlbauern nach Malta geschickt, um die Bewohner im Auge zu behalten. Am 2. April 1770 folgte eine Gerichtskommission, bestehend aus dem herrschaftlichen Pfleger und Landrichter Franz Anton Straßer, dem beeideten Chirurgen Anton Karl von Willburg, dem Bader Anton Hinteregger, dem Sattlermeister Leopold Rudiferia als Beisitzer und dem Schreiber Johann Wilhelm. Simon Koch, genannt Thomanriepl, als Dorfrichter von Malta und der Pfarrmesner Bernhard Langsam ergänzten die Kommission als Einheimische.

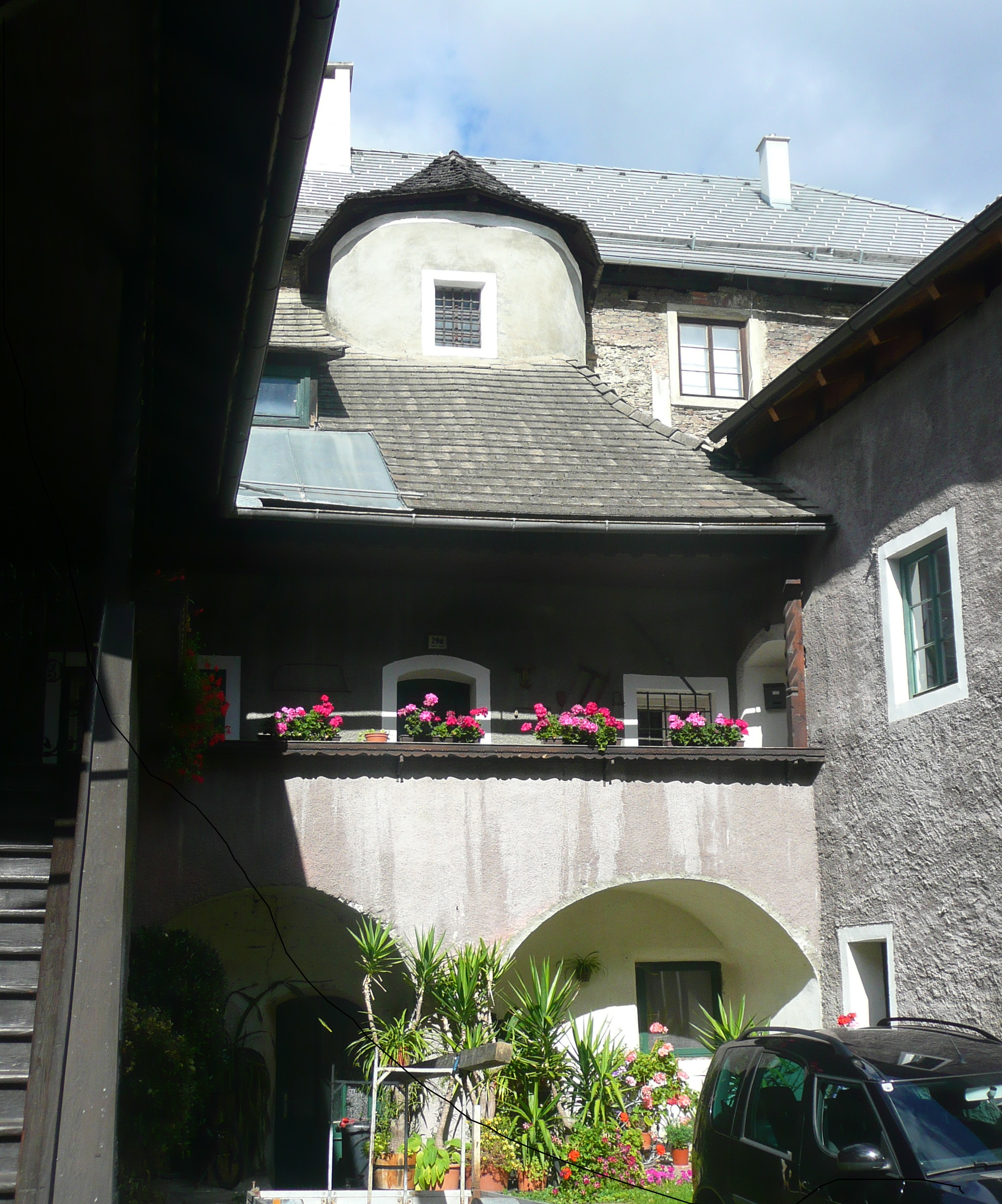
Der Kerker des Landesgerichts in Gmünd

Die Kommission quartierte sich beim Kramerwirt in Malta zum Verhör der Hausbewohner ein. Damit sich diese nicht untereinander verabreden konnten, wurden sie vom Landgerichtsdiener überwacht. Gleichzeitig exhumierte man nach Erlaubnis des Ortspfarrers den Leichnam von Jakob Kary und obduzierte ihn im Turmzimmer des Kronegghofes durch den Arzt von Willburg. Dieser stellte fest, dass die inneren Organe bis auf Entzündungen im Magen- und Darmtrakt und eine dort vorhandene flüssige Absonderung gesund waren. Die auf Glut gegossene Absonderung ergab einen Knoblauchgeruch. Alles deutete auf eine Vergiftung hin, entweder durch eine ätzende Flüssigkeit oder durch Arsenik. Die Hausbewohner sagten aus, dass Arsenik beim Hörlbauern vorhanden war. In der sogenannten Kachelstube gab es ein kleines Kästchen, genannt „Almerkastl“, mit zwei Fächern. Im oberen befand sich in einem Leinenbeutel ein Arsenik-Brocken, von dem bei Viehkrankheiten oder beim Abkalben ein wenig verwendet wurde. Für die Befragung von Eva Kary blieb an diesem Tag keine Zeit mehr, daher sollte sie zum Verhör nach Gmünd mitgenommen werden. Sie soll darauf mit Bestürzung reagiert haben. Als sie beim Verlassen der Gastwirtschaft ihren Vater erblickte, soll sie sich ihm schreiend zu Füßen geworfen haben und ihn gebeten haben, er möge sie um Himmelswillen nicht verlassen. Ihrem Vater wurde für die Dauer des Prozesses der Hörl-Hof zur Verwaltung übertragen. Eva Kary verteidigte sich geschickt und gestand nichts. So verbrachte sie die Jahre 1770 und 1771 im Kerker des Landgerichtes Gmünd, im Volksmund genannt „Keichn“ oder „Kotter“, in Haft.
Folgende Indizien belasteten Eva Kary:
- Der Bauer forderte seine Frau zweimal zum Mitessen der Jause auf. Sie lehnte mit der Erklärung ab, dass ihr nicht gut sei.
- Der Bauer aß die Jause nicht ganz auf, worauf Eva Kary den Rest der Stiefmutter anbot. Die wollte diesen zuerst nicht essen, wurde aber von der Bäuerin erneut dazu aufgefordert.
- Die Stiefmutter und die Magd versicherten bei ihrer Zeugenaussage, dass sie bei der Zubereitung der Jause nicht anwesend waren. Trotzdem gab Eva Kary an, beide seien bei der Zubereitung anwesend gewesen und hätten gesehen, wenn sie etwas in die Jause getan hätte. Sogar bei der Gegenüberstellung versuchte sie die beiden davon zu überzeugen, ihre Aussage zu ändern.
- Eva Kary gab im Verhör an, dass sich das Gift im unteren Fach des Kästchens befunden habe, während alle anderen aussagten, dass es im oberen Fach lag.
- Eva Kary soll sich während der Erkrankung des Bauern nicht besonders bemüht und kein Mitleid gezeigt haben. Besonders ihr gleichgültiges Verhalten am Wochenende, an dem der Bauer starb, war auffallend. Sie ging am Samstag zur Abendandacht und Sonntagvormittag zur Sonntagsmesse und kam erst wieder gegen Mittag zurück.
- Es war ersichtlich, dass vom Giftbrocken ein Stück abgeschlagen worden war.

Für eine Verurteilung benötigte man ein Geständnis von Eva Kary. Daher wurde der Fall am 20. Juni 1772 von der Landeshauptmannschaft Kärnten der Zuständigkeit des Landgerichtes Gmünd entzogen und dem Bannrichter Benedict Alphons von Emperger übertragen, der am 30. Juli 1772 in Gmünd seine Erhebungen begann. Eva Kary wurde am 10. und 11. August 1772 von ihm verhört und gab an, dass in der Jause eine verbotene Sache gewesen sein müsse, sie wisse aber nicht, wie diese dort hineingelangt war. Darauf stellte der Bannrichter am 31. August 1772 an die Landeshauptmannschaft den Antrag, die Delinquentin entweder freizulassen oder die peinliche Befragung, also die Folter, zu genehmigen. Diese Genehmigung wurde am 11. September 1772 mit der Auflage erteilt zuerst durch Vorführung des Scharfrichters und Zeigen der Folterinstrumente (Schreckung) ein Geständnis zu erreichen. Am 27. Oktober 1772 wurde Eva Kary in die Folterkammer geführt und ihr der Scharfrichter in seinem grellroten Mantel mit Goldborten und roter Zipfelmütze mit zwei Augenschlitzen vorgestellt, der schrecklich auf sie wirkte. Sie bat um Entfernung des Scharfrichters und der einheimischen Beisitzer, da sie gestehen wolle. Sie gestand, dass das Gift durch sie in das Schmalz gekommen sei, in dem die Nudeln geröstet wurden. Am Nachmittag wurde sie erneut vernommen, aber sie schwieg über die Art und Weise der Giftbeimengung. Daher wurde am 1. Dezember 1772 erneut bei der Landeshauptmannschaft die Genehmigung der Folter beantragt, welche am 15. Januar 1773 erteilt wurde. Am 4. Februar 1773 wurde diese schließlich durchgeführt und Eva Kary ein „Viertelbund oder 6 Schnur“ angelegt. Unter der Folter gestand sie schließlich, sie habe vom Giftbrocken ein erbsengroßes Stück abgeschlagen, dieses auf dem Herd mit einem Stein zerrieben und dann in das Schmalz gestreut. Sie habe das getan, um von ihrem Mann loszukommen. Die Stiefmutter ihres Mannes habe sie nicht umbringen wollen, sie dachte, das wenige Gift würde ihr nicht schaden.
Das Abschlussverhör am 6. Februar 1773 ergab nicht viel Neues. Eva Kary bemerkte noch, dass auch das Gerede von Stiefmutter und Wirtschafterin auf sie verletzend gewirkt und zu der Tat beigetragen habe. Die Aussagen wurden von den Genannten am 8. Februar 1773 bestätigt. Am 15. Februar 1773 wurde der Landeshauptmannschaft Bericht erstattet und um das Urteil gebeten, welches am 16. Februar 1773 erlassen wurde. Am 20. März 1773 um 9 Uhr wurde es Eva Kary verkündet. Nach der geltenden Gerichtsordnung wurde sie zum Tode verurteilt:

„[…] durch den landesfürstl. Freymann an der gewöhnlichen Richtstatt durch das Schwerd von Leben zum Todt hingerichtet, die rechte Hand abgeschlagen, Kopf und Hand an das Rad aufgesteket, und der Cörper in loco suplicii [am Ort der Hinrichtung] begraben werden, und dies zu ihrer wohlverdienten Straf, andern aber zu einen Beyspiel.“

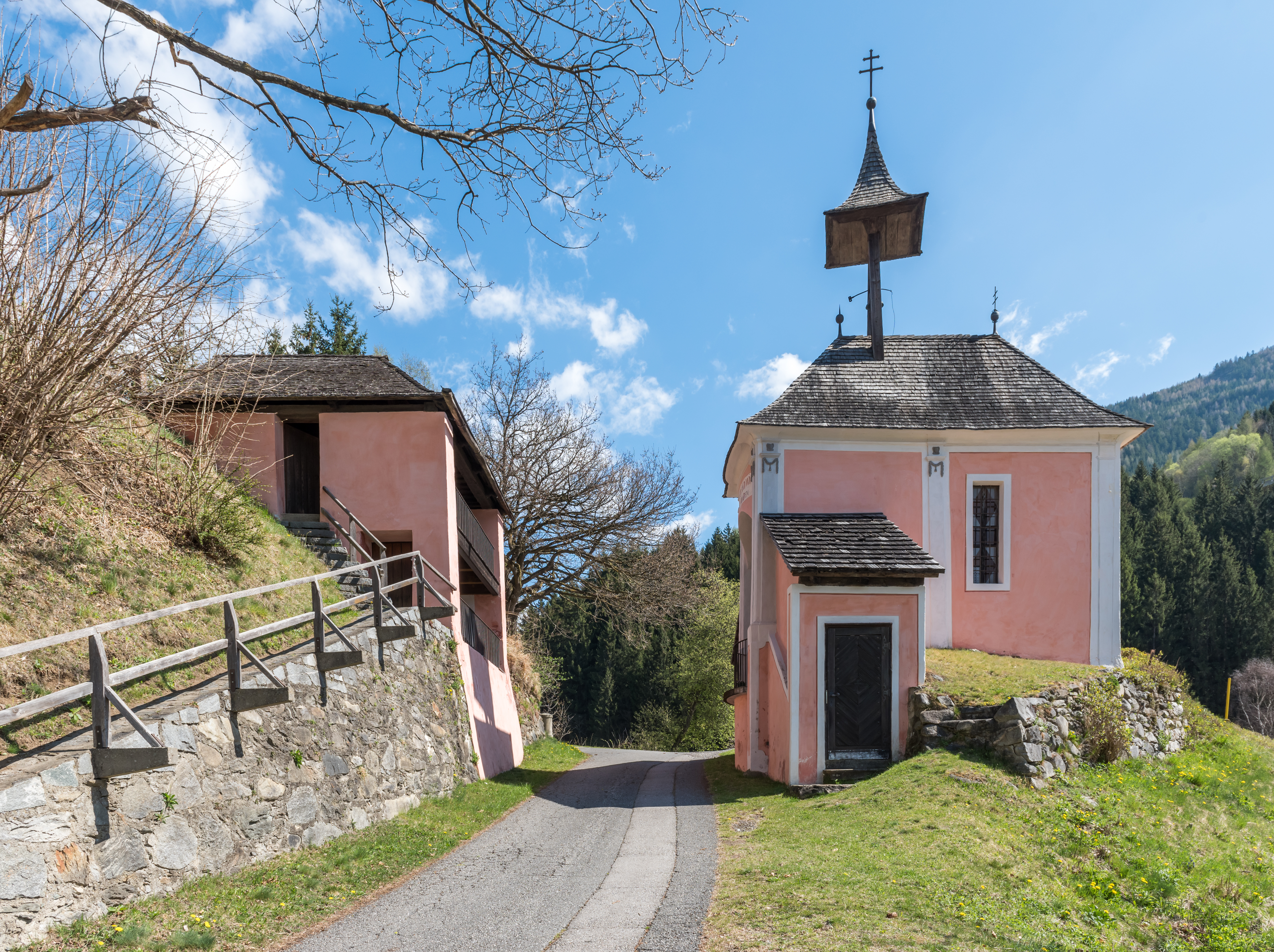
Geteilte Kirche am Kreuzbichl auf dem Weg zum Galgenbichl

Am 21. März um 8 Uhr stellte sie ein Gnadengesuch an die Kaiserin, woraufhin die Vollstreckung der Todesstrafe ausgesetzt werden musste. Ihr Gesuch wurde vom übergeordneten Gericht in Wien abgelehnt. Am 9. November 1773 wurde sie auf der Gmündner Richtstätte, genannt Galgenbichl, etwa zwei Kilometer nordöstlich der Stadt vom Scharfrichter Martin Jakob durch das Richtschwert hingerichtet. Ihr Körper wurde bei der Richtstätte begraben, ihr abgeschlagener Kopf und ihre rechte Hand wurden dort mahnend zur Schau gestellt.

## Rechtsgeschichtliches

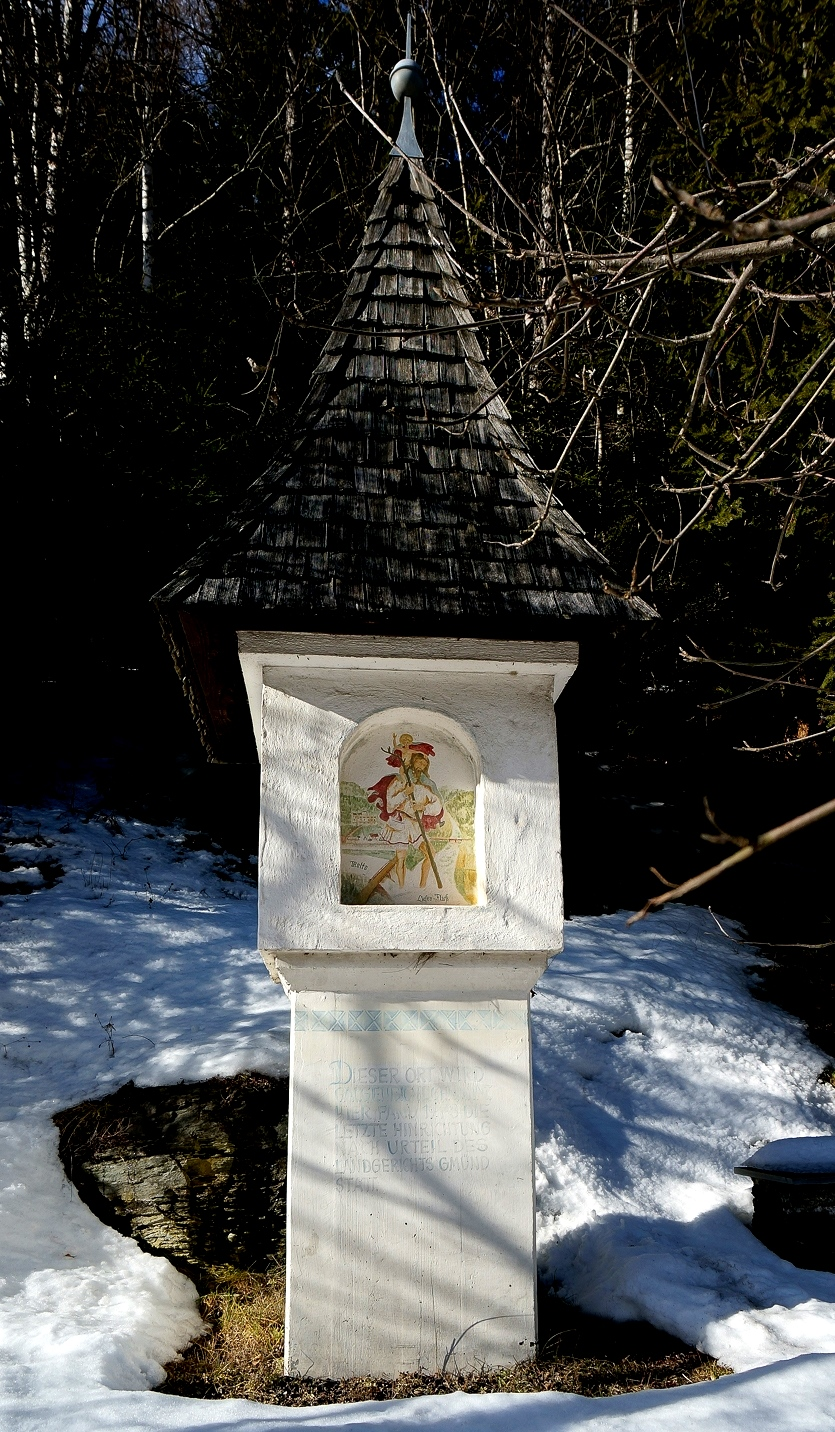
Bildstock beim Galgenbichl

Das Gerichtsverfahren erfolgte nach der 1769 in Kraft getretenen Constitutio Criminalis Theresiana, der Theresianischen Halsgerichtsordnung, welche noch die Folter im Rahmen des Gerichtsverfahrens vorsah. Diese änderte hinsichtlich der Gerichtsordnung in Kärnten wenig, da das Bannrichteramt dort schon seit 1494 existierte. Als Bannrichteramt bezeichnete man eine Art Wandergericht, welches von den vielen Landgerichten zur Durchführung von Prozessen der Blutgerichtsbarkeit berufen werden musste, außer das betreffende Landgericht war davon befreit. Man unterschied zwischen privilegierten und nichtprivilegierten Landgerichten. Privilegierte Landgerichte durften durch eigene Bannrichter in der Blutgerichtsbarkeit richten. Die Landgerichte im Einflussbereich der Grafen Lodron, Rauchenkatsch, Gmünd und Sommeregg waren alle nichtprivilegierte Landgerichte. Das Bannrichteramt bestand aus einem Bannrichter, einem Ankläger, einem oder mehreren Verteidigern (Prokuratoren oder Malefizredner genannt), einem Gerichtsschreiber und einem Scharfrichter (Freimann). Zusätzlich gab es Beisitzer, die von der Herrschaft bestellt wurden. Der Bannrichter wurde vom Landesfürsten ernannt und unterstand der Landeshauptmannschaft und damit der innerösterreichischen Regierung in Graz. Sitz des Bannrichters und Freimanns war in Kärnten Sankt Veit an der Glan. 1774 wurde der Sitz des Bannrichters nach Klagenfurt verlegt, der Freimann blieb in Sankt Veit.
Im Gegensatz zu den Landrichtern, meist nur angelernte Beamte, waren die Bannrichter fast ausschließlich Doktoren der Rechtswissenschaften, wodurch die Einhaltung gewisser Mindeststandards der Rechtspflege sichergestellt war. Trotzdem hatte der Bannrichter keine großen eigenen Befugnisse, im Zweifel war die Zustimmung des Landesherrn und damit des Landeshauptmanns einzuholen, was auch aus dem Prozessverlauf hervorgeht. Zusätzlich gab es einen um 1735 eingeführten Kriminalrat, dem vier Rechtsanwälte angehörten. Das Gutachten des Bannrichters wurde diesem Kriminalrat vorgelegt. Der Landeshauptmann führte den Vorsitz und war nicht an die Mehrheitsmeinung des Rates gebunden. Dieser Rat entschied auch über die Durchführung der Folter. Alle Beteiligten der Bannrichterkommission mussten dem Landeshauptmann schwören, dass sie ihre Tätigkeit nach den geltenden Rechtsnormen durchführten, nur auf Anordnung des Landeshauptmannes hin tätig werden und sich während der Rechtsprechung „alles Rumorens und anderer Leichtfertigkeit sowie des übermäßigen Trinkens“ enthielten. Übertretungen wurden streng bestraft.
Aus dem Prozessverlauf der Faschaunerin ist ersichtlich, dass in einem Inquisitionsprozess das Geständnis des Beschuldigten eine große Bedeutung hatte. Um ein Geständnis zu erreichen, wurde auch die Folter eingesetzt. Man war der Ansicht, dass ein Unschuldiger die Folter durchstehen könne, ohne zu gestehen. Die Folter wurde in Österreich durch einen Erlass Maria Theresias im Jahr 1776 abgeschafft. Im Josephinischen Strafgesetz von 1787 war sie nicht mehr enthalten.
Die Hinrichtung der Eva Kary war die letzte am Gmündner Galgenbichl. Vor dem Bau der Tauern Autobahn lag der Richtplatz erhöht in einer Straßenkurve der Katschberg Straße, die als „Untere Straße“ seit Jahrhunderten eine wichtige Rolle beim Warenhandel über die Alpen spielte. Beim Bau der Tauern Autobahn wurde die Lieser verlegt und die Straße begradigt, dadurch verschwand der Richtplatz. Heute erinnert ein 1984 errichteter Bildstock daran.

## Nachbetrachtungen
Im Pöllatal und in Rotgülden im Umkreis von 20 km um Malta fand Arsenik-Abbau und dessen Aufbereitung statt. Der Besitz von Arsenik war streng verboten, trotzdem hatten es einige Bauern in der Herrschaft Gmünd heimlich im Haus. Aufgrund seiner schweren Nachweisbarkeit kamen Morde und Mordversuche mittels Arsenik nicht selten vor. Erst mit der Marshschen Probe konnte Arsenik ab 1836 sicher nachgewiesen werden. Vorher beurteilte man meist den Geruch von Substanzen, die auf heiße Kohle getropft wurden, wobei Arsenik-Verbindungen nach Knoblauch riechen.
Das Gerichtsverfahren kostete den enormen Betrag von 361 Gulden 47 Kreuzern. Zum Vergleich: Ein gutes Rind kostete 1748 etwa 12 Gulden. Die Kosten mussten vom Vermögen des Hörl-Hofs übernommen werden, der Rest von der Faschaunerliegenschaft.
Der Fall führte zur Bildung von Legenden. So wurde erzählt, dass bei der Geburt von Eva Kary der Abschinder, in der damaligen Zeit ein tabuisierter Beruf, am Faschaunerhof beruflich anwesend war. Er soll der Neugeborenen im Horoskop prophezeit haben, dass sie für den Scharfrichter bestimmt sei. Eine weitere, oft gehörte Legende besagt, dass nach dem Todesurteil von Eva Kary kein Bauer mehr auf dem Faschaunerhof gewohnt hat. Eva Karys Vater Christian Faschauner starb im Jahr 1777 ungefähr drei Jahre nach seiner Tochter. Eva Karys Halbschwester Anna Faschauner heiratete 1777 Andreas Berger, dieser wird im Trauungsbuch als „rusticum [Bauer] an der Faschaunerhuben“ bezeichnet. Deren Tochter Maria Berger heiratete 1802 Josef Pacher, deren Sohn Thomas Pacher übernahm spätestens 1824 den Hof von seinem Vater. Daher waren mindestens 50 Jahre nach Eva Karys Tod noch Verwandte bzw. Nachfahren am Faschaunerhof ansässig.

## Künstlerische und literarische Darstellungen, Tourismus
Die Geschichte der Eva Kary inspirierte immer wieder dazu, den Fall literarisch oder künstlerisch zu verarbeiten. So veröffentlichte die 1892 in Eisentratten bei Gmünd geborene Schriftstellerin Maria Steurer 1950 den Roman Eva Faschaunerin, der auf den Gerichtsakten des Falles basiert. Im Jahr 2014 gab es in Gmünd eine Benefizveranstaltung zugunsten des Stadtmuseums Gmünd mit dem Titel Eva Faschaunerin – eine musikalische Erzählung mit Chor und Orchester. 2016 nahm sich eine Theaterproduktion mit dem Namen Der Prozess der Eva Faschauner des Stoffes an. Im April 2017 hatte der Film Das Gift der Freiheit des Filmemachers Herbert Hohensasser mit Laiendarstellern aus der Region in Gmünd Premiere. Die Regie hatte zuerst Adi Peichl inne, der sie aus gesundheitlichen Gründen später Herbert Hohensasser übergab.
Auch für den Tourismus hat die Geschichte der Eva Faschauner Bedeutung. Die Stadt Gmünd benannte ein von 2006 bis 2013 bestehendes Museum nach ihr „Eva Faschauner-Heimatmuseum“ und informierte dort unter anderem über das Gerichtsverfahren.